# Xã Eglon, Quận Clay, Minnesota
Xã Eglon (tiếng Anh: Eglon Township) là một xã thuộc quận Clay, tiểu bang Minnesota, Hoa Kỳ. Năm 2010, dân số của xã này là 508 người.